# NGC 3254
NGC 3254 est une galaxie spirale située dans la constellation du Petit Lion. Sa vitesse par rapport au fond diffus cosmologique est de 1 648 ± 21 km/s, ce qui correspond à une distance de Hubble de 24,3 ± 1,7 Mpc (∼79,3 millions d'al). NGC 3254 a été découverte par l'astronome germano-britannique William Herschel en 1785.
La classe de luminosité de NGC 3254 est II-III et elle présente une large raie HI. C'est aussi une galaxie active de type Seyfert 2.
À ce jour, 22 mesures non basées sur le décalage vers le rouge (redshift) donnent une distance de 29,059 ± 7,768 Mpc (∼94,8 millions d'al), ce qui est à l'intérieur des valeurs de la distance de Hubble. Notons cependant que c'est avec la valeur moyenne des mesures indépendantes, lorsqu'elles existent, que la base de données NASA/IPAC calcule le diamètre d'une galaxie et qu'en conséquence le diamètre de NGC 3254 pourrait être d'environ 37,5 kpc (∼122 000 al) si on utilisait la distance de Hubble pour le calculer. 

## Trou noir supermassif
Selon un article basé sur les mesures de luminosité de la bande K de l'infrarouge proche du bulbe de NGC 3254, on obtient une valeur de 107,2 {\displaystyle M_{\odot }} (16 millions de masses solaires) pour le trou noir supermassif qui s'y trouve.
Selon les auteurs d'un article publié en 2012, la connaissance de la masse d'un trou noir central et du taux d'accrétion par celui-ci permet d'estimer le taux de formation d'étoiles dans la région centrale des galaxies de type Seyfert. Ce taux pour NGC 3254 serait à l'intérieur et à l'extérieur d'un rayon de 1 kpc respectivement de 0,011 {\displaystyle M_{\odot }}/an  et de 0,44 {\displaystyle M_{\odot }}/an
.

## Supernova
La supernova SN 1941B a été découverte dans NGC 3254 le 28 mars 1941 par un dénommé Johson. Le type de cette supernova n'a pas été déterminé.

## Groupe de NGC 3254
NGC 3254 est la galaxie la plus grosse d'un groupe de galaxies qui porte son nom. Le groupe de NGC 3254 compte au moins 5 membres. Les quatre autres galaxies du groupe sont NGC 3245A (PGC 30174) , NGC 3245, NGC 3265 et NGC 3277. Les quatre galaxies du catalogue NGC sont aussi mentionnées dans un article publié par Abraham Mahtessian en 1998, mais la galaxie NGC 3245A n'y figure pas.